# ترزاسکی، شهرستان وومزا
ترزاسکی، شهرستان وومزا (به لاتین: Trzaski, Łomża County) یک منطقهٔ مسکونی در لهستان است که در Gmina Przytuły واقع شده‌است.

## خصوصیات
ترزاسکی ۳۰ نفر جمعیت دارد.